# Piazza Campetto
Piazza Campetto, tradizionalmente nota solo come Campetto (in genovese Canpétto), è una piazza del centro storico di Genova, situato a poca distanza da piazza Banchi e da piazza Caricamento sul confine settentrionale del sestiere del Molo. 
La si può raggiungere tramite la abbastanza vicina stazione metropolitana San Giorgio e una navetta gratuita elettrica, sottoposta a sperimentazione per sei mesi il 4 febbraio 2021 e attivata ufficialmente il 6 febbraio 2023.

## Storia
Nel IX secolo, appena fuori dalle mura cittadine, era presente un campo coltivato chiamato dai cittadini semplicemente come "campetto". Da qui la piazza prenderà il nome, immutato nel corso dei secoli fino a oggi.
Con la costruzione delle mura del Barbarossa, Campetto cambiò radicalmente e si trasformò in un vivace polo commerciale. Qui si svilupparono botteghe di fabbri, orefici, artigiani e pittori, per cui la piazza fu nota come Campus Fabrorum, cioè "Campo dei Fabbri".
Intorno al 1200, nella zona fu eretta la chiesa di S. Paolo per volere della famiglia de Camilla che la donò ai barnabiti nel Seicento. Successivamente, i frati la ricostruirono e ampliarono il palazzo, ma la Repubblica Ligure soppresse la chiesa e il convento, ricavandone abitazioni private e un teatro.
Nel Risorgimento, la zona fu soggetta a vicende giudiziarie, poiché la polizia vi chiuse una libreria appartenente ad Andrea Doria perché al suo interno si riunivano "emissari di sette criminose", ovvero carbonari. Successivamente, essa venne trasformata e inglobata nella biblioteca civica Berio.
Il 12 settembre 2016, a seguito di una revisione del regolamento toponomastico, in maniera simile ad altri toponimi, il denominazione ufficiale della piazza passa da "Campetto" a "Piazza Campetto".
Oggi piazza Campetto è uno degli angoli più belli e suggestivi della città, dove bar e negozi la mantengono movimentata con palazzi ricchi di storia a fare da cornice.

## Monumenti e luoghi d'interesse

### Palazzo Ottavio Imperiale

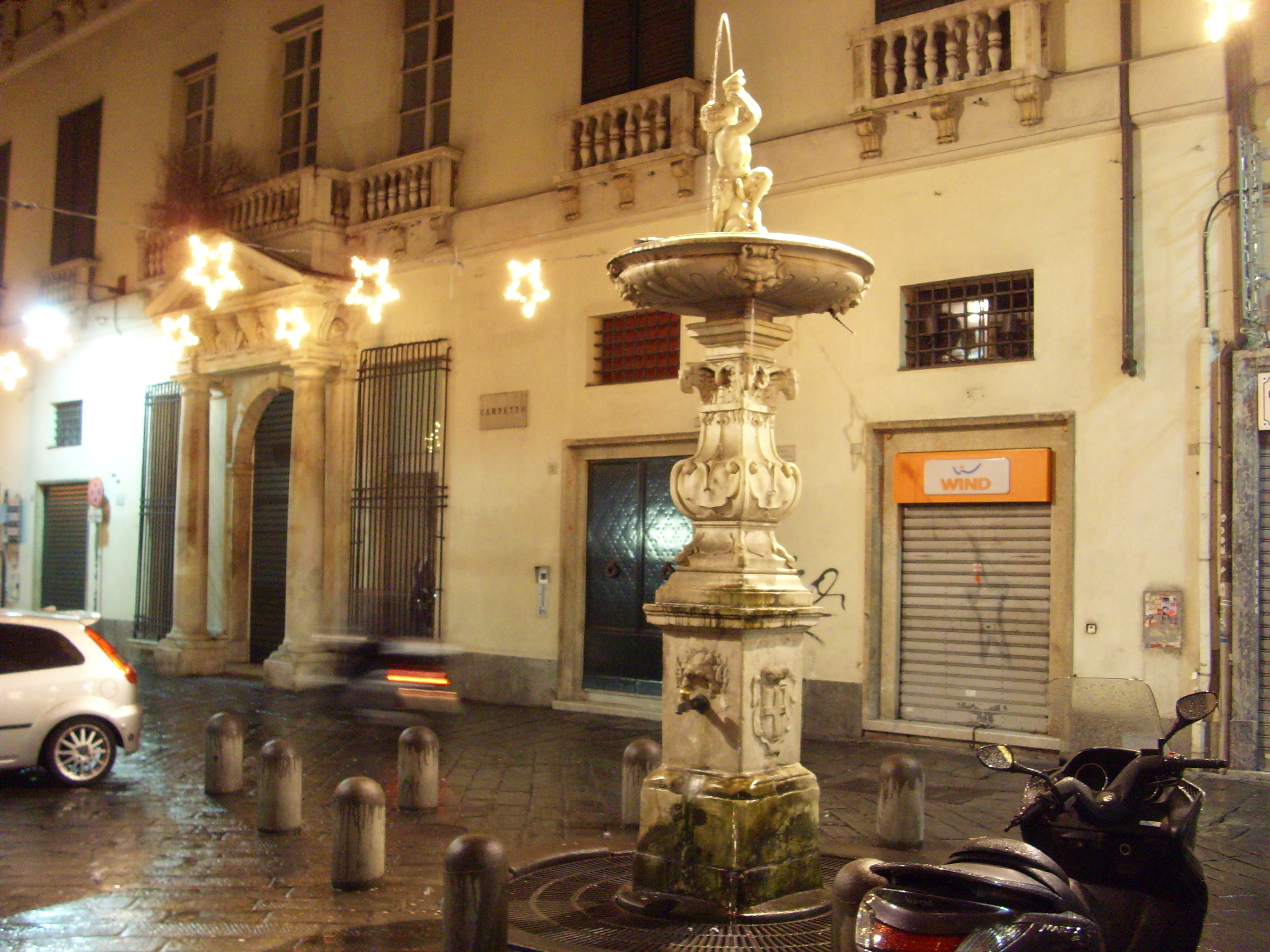
Facciata del palazzo. Notare la pianta di melograno sul balcone, da cui il nome alternativo di "Palazzo del Melograno"

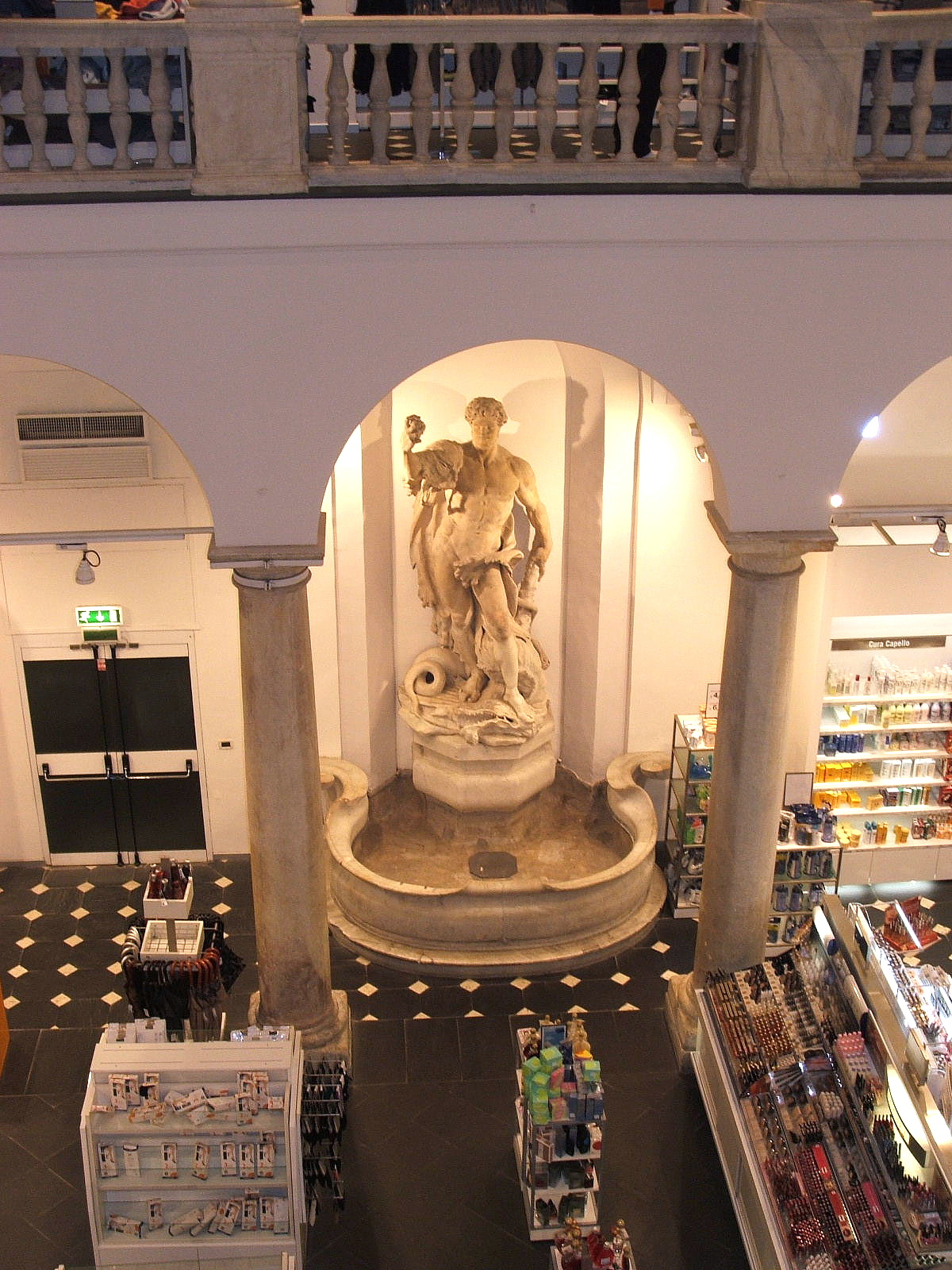
Statua di Ercole all'interno del palazzo

L'edificio, facente parte del sistema dei palazzi dei Rolli, fu costruito tra il 1586 e il 1589 da Jacopo De Aggio per volere di Ottavio Imperiale, passato successivamente nei secoli nelle mani di altre illustre famiglie.
È noto anche come Palazzo del Melograno perché sul balcone al primo piano fiorisce una pianta di melograno. Si narra che che un antico proprietario del palazzo, con un tremendo vizio per il biribis (un gioco d’azzardo assimilabile ad un’antica versione della roulette), si fosse giocato tutti i suoi beni restanti, tra cui il palazzo, sulla carta del Melograno: la carta uscì e, in segno di gratitudine, un melograno venne piantato a palazzo.
Vi è un'altra leggenda al riguardo: essa racconta di come un seme, circa 400 anni fa, trovò dimora sul balcone al primo piano, dando vita ad una bellissima pianta che, ancora oggi, fa bella mostra di sé. Si dice però che l’intera città sia legata alla sorte di quest’alberello, visto che Genova prospererà fintanto che esso sarà in vita.
Il palazzo, attualmente adibito ad appartamenti e uffici, ospita al suo interno opere di numerosi artisti, tra cui l'Ercole dello scultore Filippo Parodi, situato all'interno di un magazzino di abbigliamento OVS. Sul palazzo di fronte è stata apposta una targa commemorativa a Giovanni Battista Ottone per ricordare il suo contributo alla lotta contro gli Austriaci.

### Palazzo Gio Vincenzo Imperiale
L'edificio è stato commissionato agli architetti Giovan Battista Castello e Andrea Ansaldo da Gio Vincenzo Imperiale nel 1560 e più volte ricostruito nel corso dei secoli a causa di bombardamenti. Attualmente, il piano terra è occupato da un negozio di antiquariato, mentre all'interno del palazzo ha sede il museo del gioiello e dell'arte orafa di Genova.

### Barchile di Giovanni Mazzetti

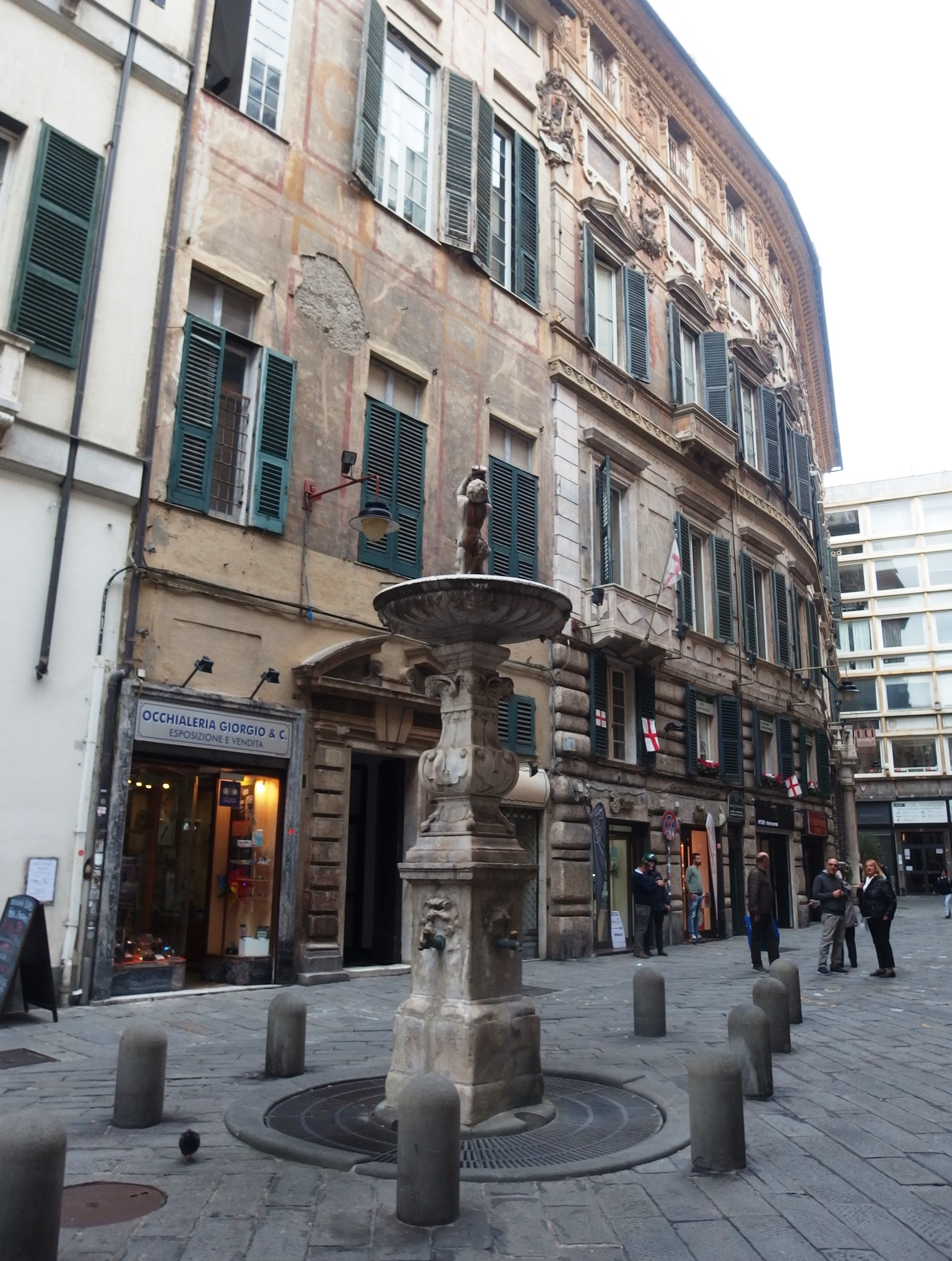
Vista del barchile

Dal 1643 un barchile, opera di Giovanni Mazzetti, si trovava in Piazza Ponticello (in genovese Ciassa de Pôntexellô), oggi non più esistente ma collocabile tra le attuali Via Fieschi e Piazza Dante. 
Esso presenta una colonna intarsiata terminante con teste d’ariete che sorreggono una ampia vasca decorata da maschere mitologiche, ognuna con zampilli versi il basso. Al di sopra della vasca vi è una statua rappresentante un fauno che suona una conchiglia, mentre alla base vi sono quattro rubinetti in bronzo e ottone.
A causa delle modifiche urbanistiche del centro, il barchile è stato trasferito nel cortile minore di Palazzo Ducale nel 1935 dove venne risistemata dagli architetti Orlando Grosso e Giuseppe Crose e successivamente ricollocato nella sua attuale posizione nel 1998 dopo un altro restauro. Nel 2022 ha subito un nuovo restauro che ha riportato la fontana al suo antico splendore.